# Rovníková Afrika

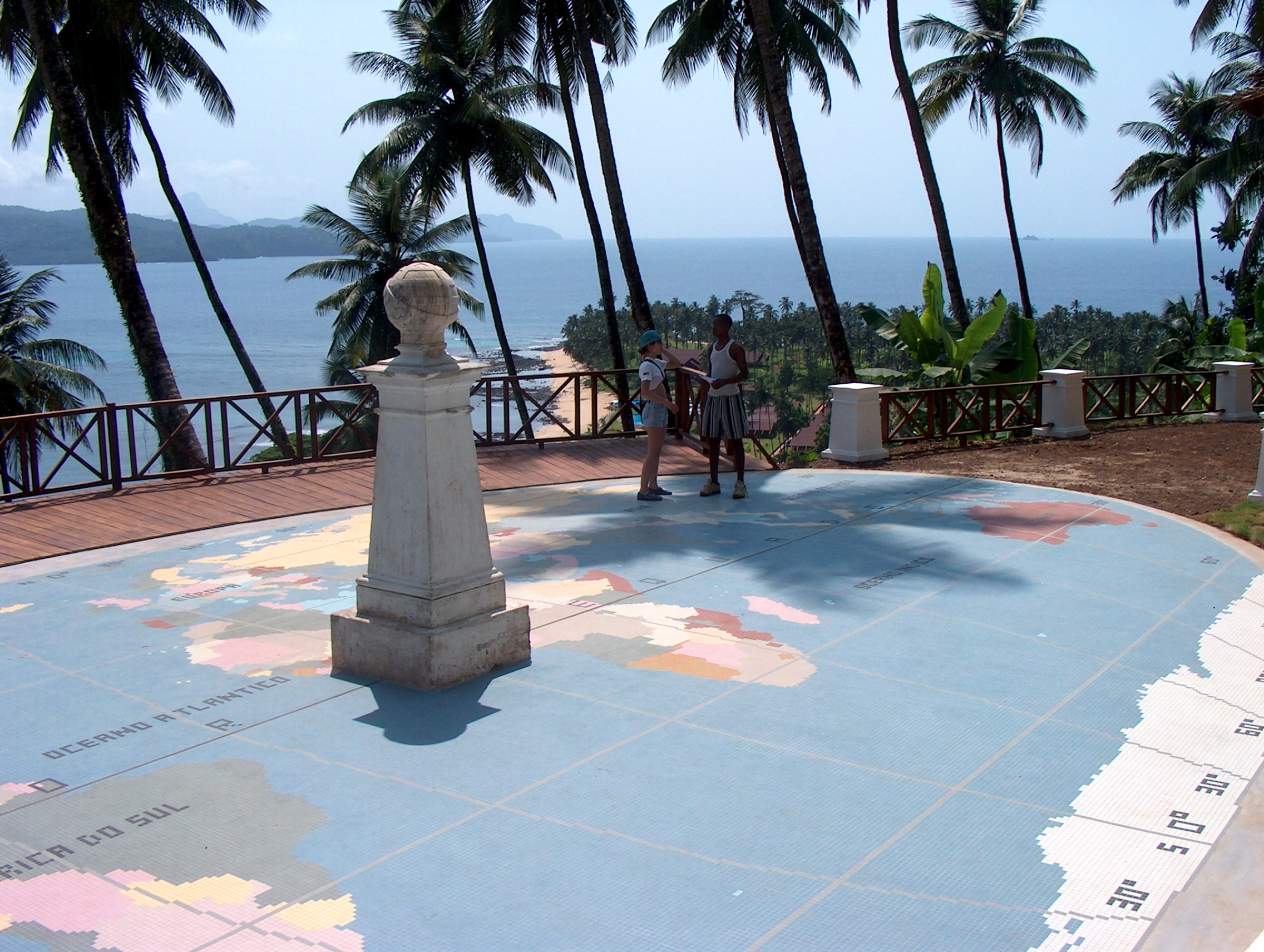
Monument vyznačující rovník na ostrově Ilhéu das Rolas, který náleží k Demokratické republice Svatý Tomáš a Princův ostrov

Rovníková Afrika nebo tropická Afrika je nejednoznačný termín, jenž se někdy používá k označení oblasti subsaharské Afriky s tropickým klimatem, která se shoduje s oblastmi, které protíná suchozemský rovník. V užším významu se vztahuje pouze na povodí Konga a oblast Velkých jezer, v širším významu může také odkazovat na Guineu a Africký roh, nebo ve zkratce na celou centrální část kontinentu, která se nachází v tropickém podnebném pásmu (mezi obratníkem Raka a Kozoroha). Je to převážně bantuská oblast.
Termín je často používán v tropické medicíně a v klimatologii, ačkoli původně toto označení mělo kolonialistické geopolitické konotace. Francie používala termín pro svou kolonii Francouzská rovníková Afrika (Afrique Equatoriale Française, AEF, 1910–1958), která odpovídá dnešnímu Gabonu, Konžské republice, Středoafrické republice a Čadu. Také Španělská Guinea změnila svůj název na Rovníkovou Guineu, když se v roce 1968 stala nezávislou na Španělsku.